# Ryvingen fyr
Ryvingen fyr ist der südlichste Leuchtturm Norwegens. Er liegt auf der Insel Låven in der Nähe von Mandal (Agder). Das erste Feuer wurde 1867 errichtet und 1897 erneuert. Dieses Feuer besteht noch heute, ist 23,5 Meter hoch und wurde 2002 automatisiert.

## Geschichte

### Die Anfänge
Ein wachsender Handelsverkehr mit guten Bedingungen in der Mitte des 19. Jahrhunderts schaffte die Notwendigkeit, für die Sicherheit der Häfen zu sorgen. Bereits 1865 wurde daher vorgeschlagen, südlich von Mandal einen Leuchtturm zu errichten; bereits zwei Jahre später war dieser vollendet. Das erste Licht wurde am 20. Oktober mit Hilfe eines Ölbrenners entzündet. Die Konstruktion war äußerst einfach: Eine Holzhütte mit der Leuchtlampe auf dem Dach.

### Umbauten
Wegen ansteigenden Schiffsverkehrs wurde der Bedarf nach besserem Leuchtfeuer immer größer. 1897 wurde daher beschlossen, an Stelle des alten Holzturmes einen Gusseisenturm zu bauen. Nachdem die technischen Fortschritte dieser Zeit enorm waren, konnte Ryvingen als erster Leuchtturm mit einem elektrischen Licht ausgestattet werden.
So wurde eine Dampfmaschine im Leuchtturm installiert, um die benötigte Elektrizität zu liefern; diese benötigte aber große Mengen Kohle. Als diese Konstruktion am 25. August 1897 in Betrieb genommen wurde, war es mit ca. 272.000 Candela das stärkste Leuchtfeuer der Welt. Das heutige Feuer ist dagegen weitaus schwächer.
Die Reaktionen auf dieses helle Licht ließen nicht lange auf sich warten: Fischer der Skaggerakküste klagten beim Norwegischen Parlament darüber, dass das helle Licht Vögel und Fische vertreiben würde.

### Weltkriege
Der Erste Weltkrieg führte zu einem Mangel an Kohle. Da der Kohleverbrauch der Dampfmaschine an Wintertagen bis zu 900 kg betrug und dieses bei den damals steigenden Preisen nicht finanzierbar war, benutzte man zwischen 1917 und 1921 wieder den noch vorhandenen Ölbrenner. Danach stellte man das Feuer auf Gas um.
Im Zweiten Weltkrieg kam dieser Teil Norwegens sehr schnell unter die deutsche Besatzung, so wurde auch der Leuchtturm von den Deutschen übernommen. Im Laufe des Krieges war die Station mit 20 Deutschen bemannt.

### Gegenwart
Mit dem Umbau zu einer rein elektrischen Anlage 1957 verlor der Leuchtturm einen Teil seiner Leuchtkraft, wurde jedoch weiterhin als kräftig genug eingeschätzt. Die Bemannung wurde nach dem Krieg weitergeführt, aber nicht rund um die Uhr aufrechterhalten. 1988 wurde ein Stromkabel zur Insel gelegt, das als Reserveversorgung bei Ausfall des Hauptaggregates dienen soll. 2002 wurde die Station komplett automatisiert.